# Quai de la Rapée
Ne doit pas être confondu avec Port de la Rapée.
Cet article concerne la voie parisienne. Pour la station de métro, voir Quai de la Rapée (métro de Paris).
Le quai de la Rapée est une voie située le long de la Seine à Paris dans le 12e arrondissement de Paris.Son nom actuel vient du Sieur de la Rapée, un commissaire de guerre sous Louis XV.

## Situation et accès
Le quai de la Rapée est accessible par les lignes 5 à la station Quai de la Rapée ainsi que les lignes  6 et 14 à la station Bercy.
La ligne de Bus 91 désert la station Pont d'Austerlitz- Quai de la Rapée (en face de l'école notariale). La ligne de bus 72 passe également par le Quai de la Rapée.
- Début du quai de la Rapée (sous le pont d'Austerlitz),  passage en 2x3 voies et  début de limitation à 50 km/h (Axe 50).
- : Bastille, Gare de Lyon, Nation, Austerlitz et  Parc du secteur Gare de Lyon (Pont Charles De Gaulle)
- (de et vers Paris) :   Accor Arena, Place d'Italie,  Gare auto-train de Paris-Bercy (Pont de Bercy)
- Fin du quai de la Rapée (sous le ministère des Finances), et début du quai de Bercy,  toujours en 2x3 voies vers  Metz-Nancy, Périphérique & Porte de Bercy,  Parc Bercy (Autos et Bus)

## Origine du nom
Le nom du quai fait référence à un terrain dépendant du  fief de la Rapée qui s'étendait de la rue de Bercy au chemin en bord de Seine où un  commissaire général des troupes, Monsieur de la Rapée, locataire, fit construire son hôtel le long de la rue de Bercy.

## Historique

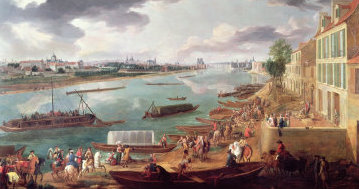
Paris vu du quai de la Rapée (fin XVIIe, début XVIIIe).
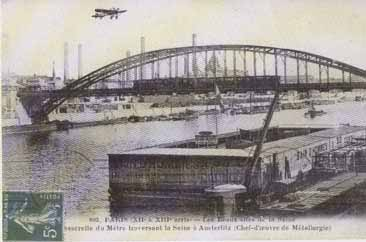
Quai de la Rapée (début XXe).

Ce chemin qui longeait la Seine était appelé au XVIIIe siècle « chemin le long de la Rivière ». Son accès en suivant la berge de la Seine en passant sur le ponceau qui enjambait les fossés de la Bastille (actuel bassin de l'Arsenal) était payant.
En 1786, La Rapée est un lieu-dit appartenant à la paroisse Sainte-Marguerite de Paris dont  la limite avec la paroisse de Conflans (future commune de Charenton-le-Pont) était la rue de la Grange aux Merciers à l'emplacement de l'actuelle rue des Pirogues-de-Bercy. 
On y localise un port en 1767. La Couronne exproprie les enfants héritiers de Jean-Nicolas Morel conducteur de bois de la Marine Royale pour aménager les abords de la barrière de la Rapée de l'enceinte des Fermiers généraux qui forme la limite entre la Ville de Paris et la commune de Bercy créée en 1790. Le mur construit aux frais de l'adjudicataire des travaux (le sieur Renat) est à l'emplacement de l'actuel boulevard de Bercy. 
Depuis 1978, il constitue l'une des portions formant la voie Georges-Pompidou. 
En 1994, ce lieu a inspiré le romancier Michel Gastine, pour le polar Quai de la Rapée, qui a obtenu le prix du Quai des Orfèvres.

## Bâtiments remarquables et lieux de mémoire
- No 12 : bâtiment construit en 1828 qui faisait partie du magasin aux fourrages de l'armée, actuellement compris dans le Ministère de l'Économie et des Finances. Ce bâtiment est identique à celui de l'entrée du Ministère au 139 rue de Bercy[1].
- No 26 : emplacement de la chapelle Saint-Bonnet qui devint une filature sous la Révolution.
- Nos 28 à 84 : le quadrilatère formé par le quai de la Rapée, les rues Traversière, de Bercy et Villiot était occupé du XVIIe siècle au début du XIXe siècle par des entrepôts de pierres de taille qui avaient été déchargées par voie d'eau. Le port situé en bordure était appelé port-au-Plâtre.
- C'est dans ce même quadrilatère que se trouvait le cimetière du Port-au-Plâtre ouvert de 1725 à la Révolution.
- L'Institut médico-légal de Paris  qui a remplacé l'ancienne morgue de l'île de la Cité, située en amont du pont d'Austerlitz est entrée en service en 1923.
- No 98  : immeuble construit en 1892  où les frères Vianey installèrent en 1910 l'hôtel Méditerranée qui fit faillite en 1926 et fut racheté par la Ville de Paris. Les frères Vianey gardèrent ensuite des salons de réception[2]. En 2021, l'immeuble est en réfection pour réaliser des logements sociaux.

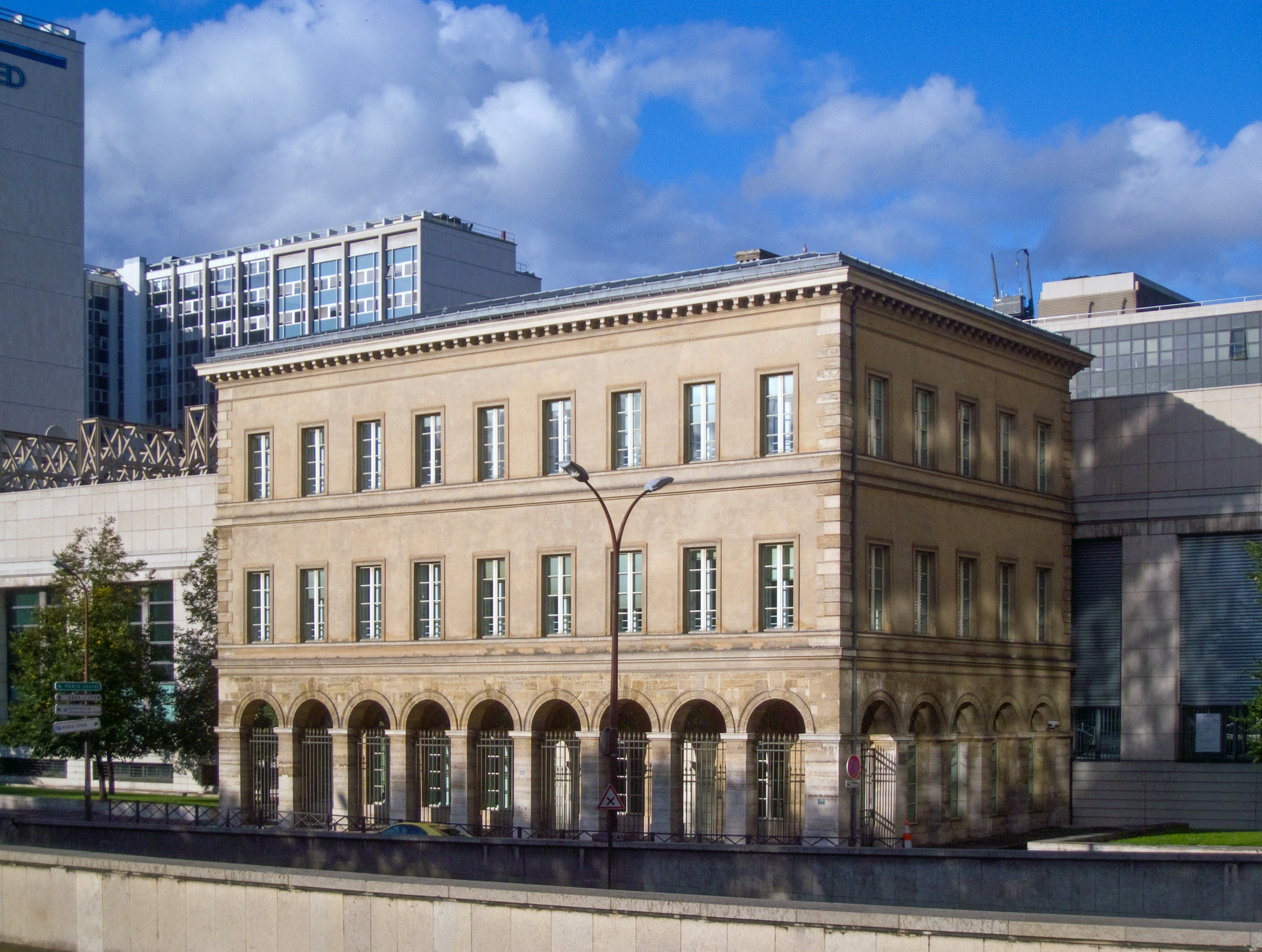
12 quai de la Rapée ancien bâtiment des fourrages de l'armée compris dans le Ministère des finances
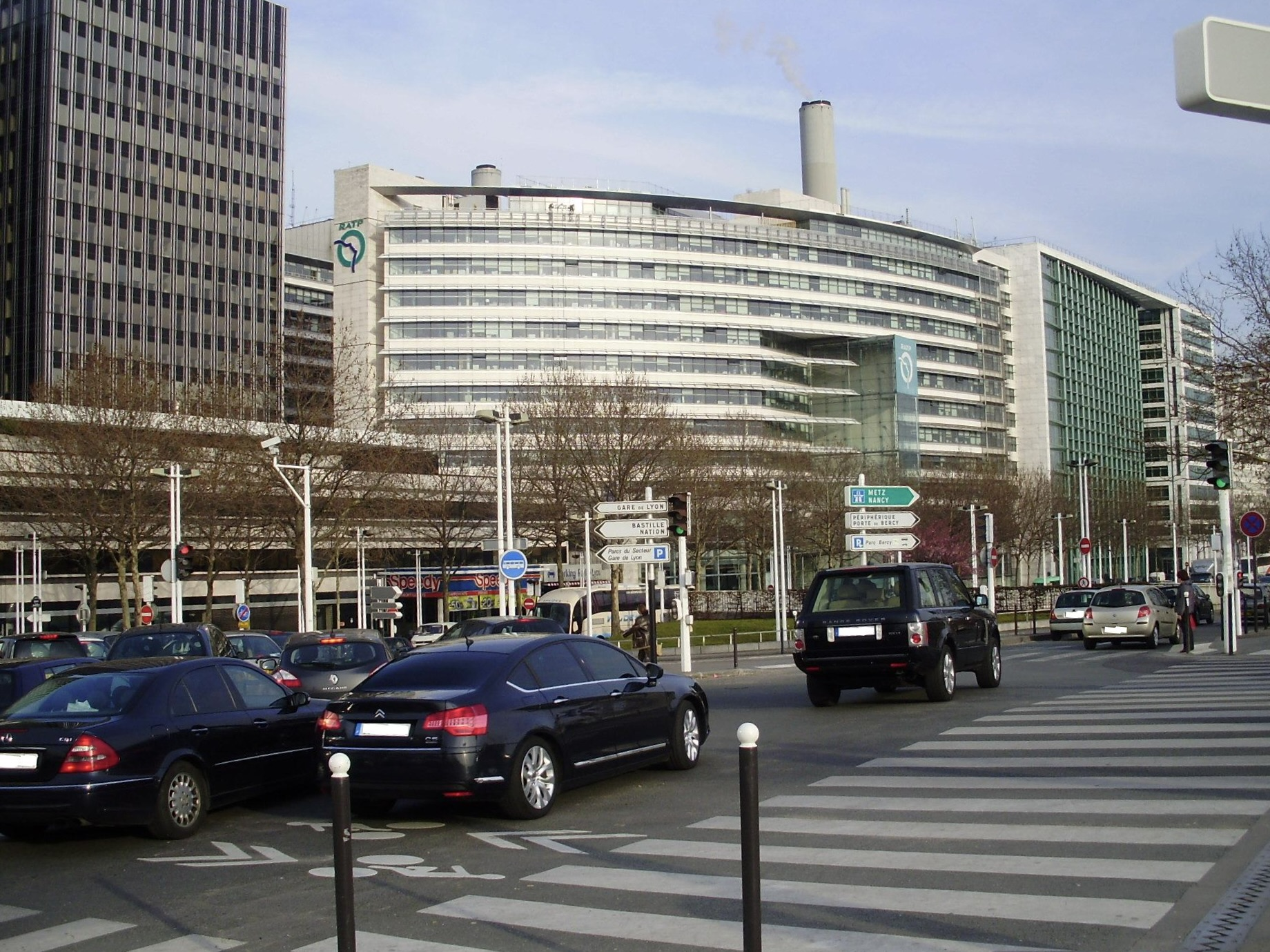
Vue du quai au niveau du pont Charles-de-Gaulle.
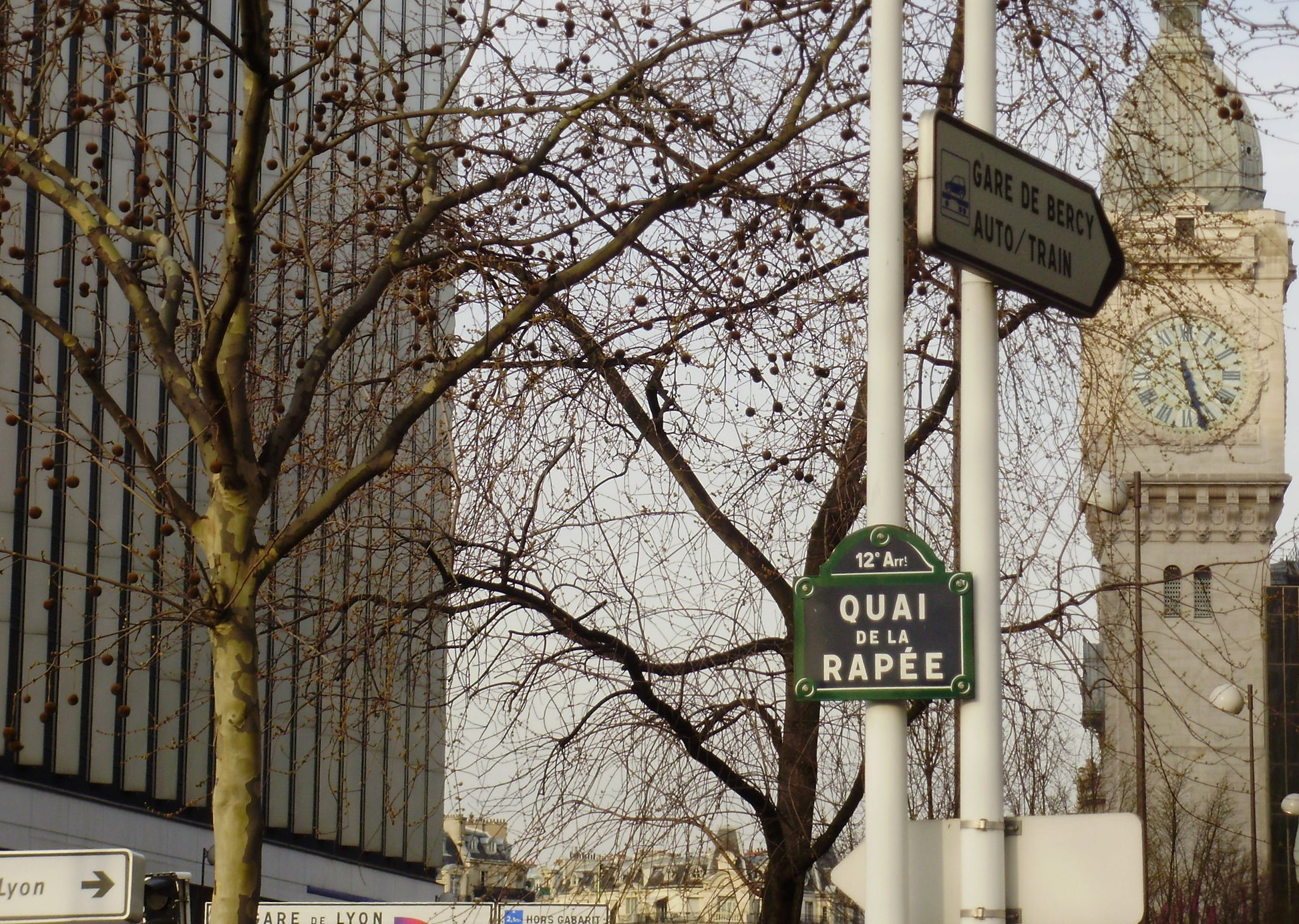
Depuis le quai, on aperçoit la tour de Paris-Gare de Lyon.
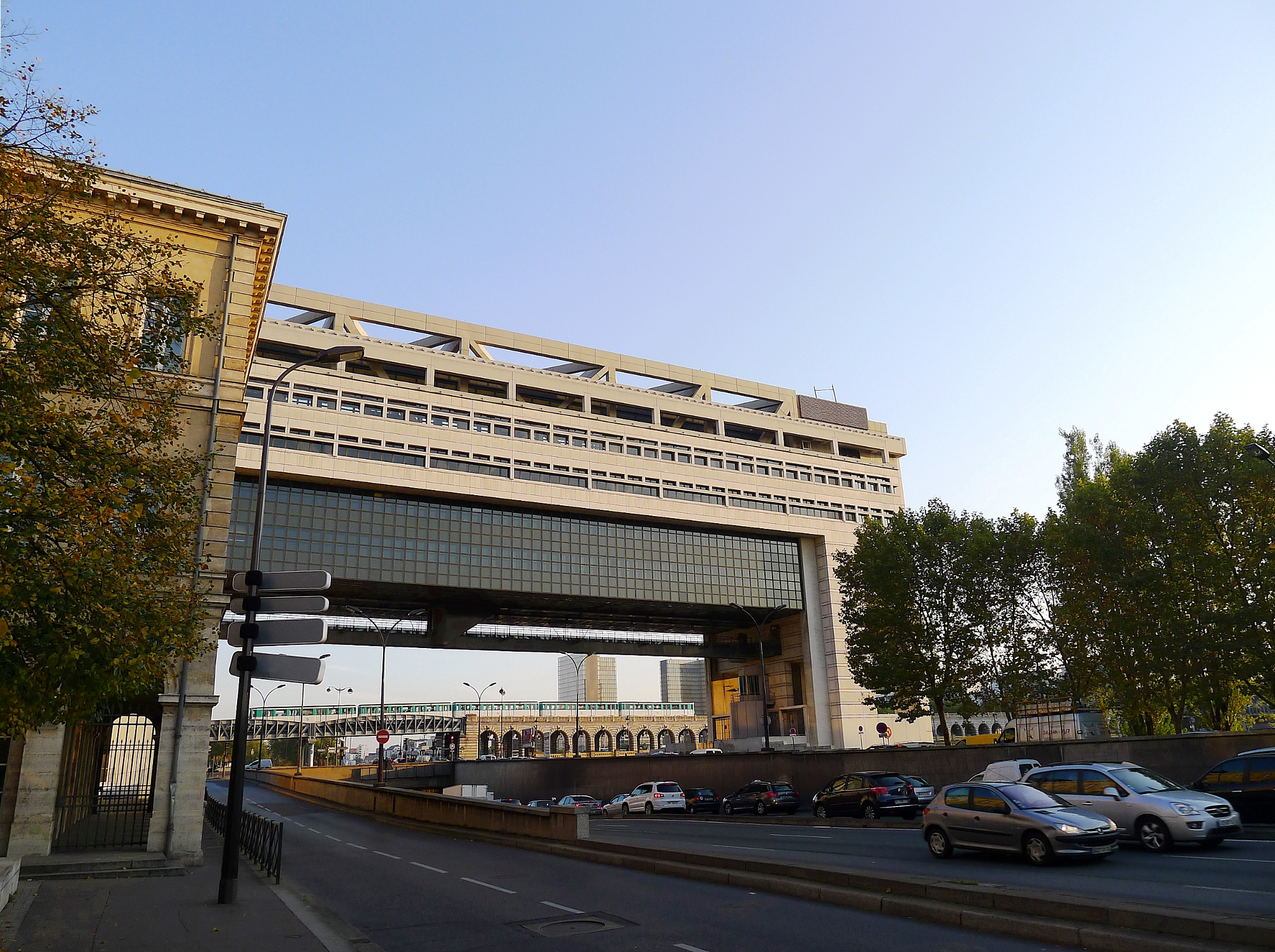
Quai de la Rapée enjambé par le bâtiment du ministère des Finances.
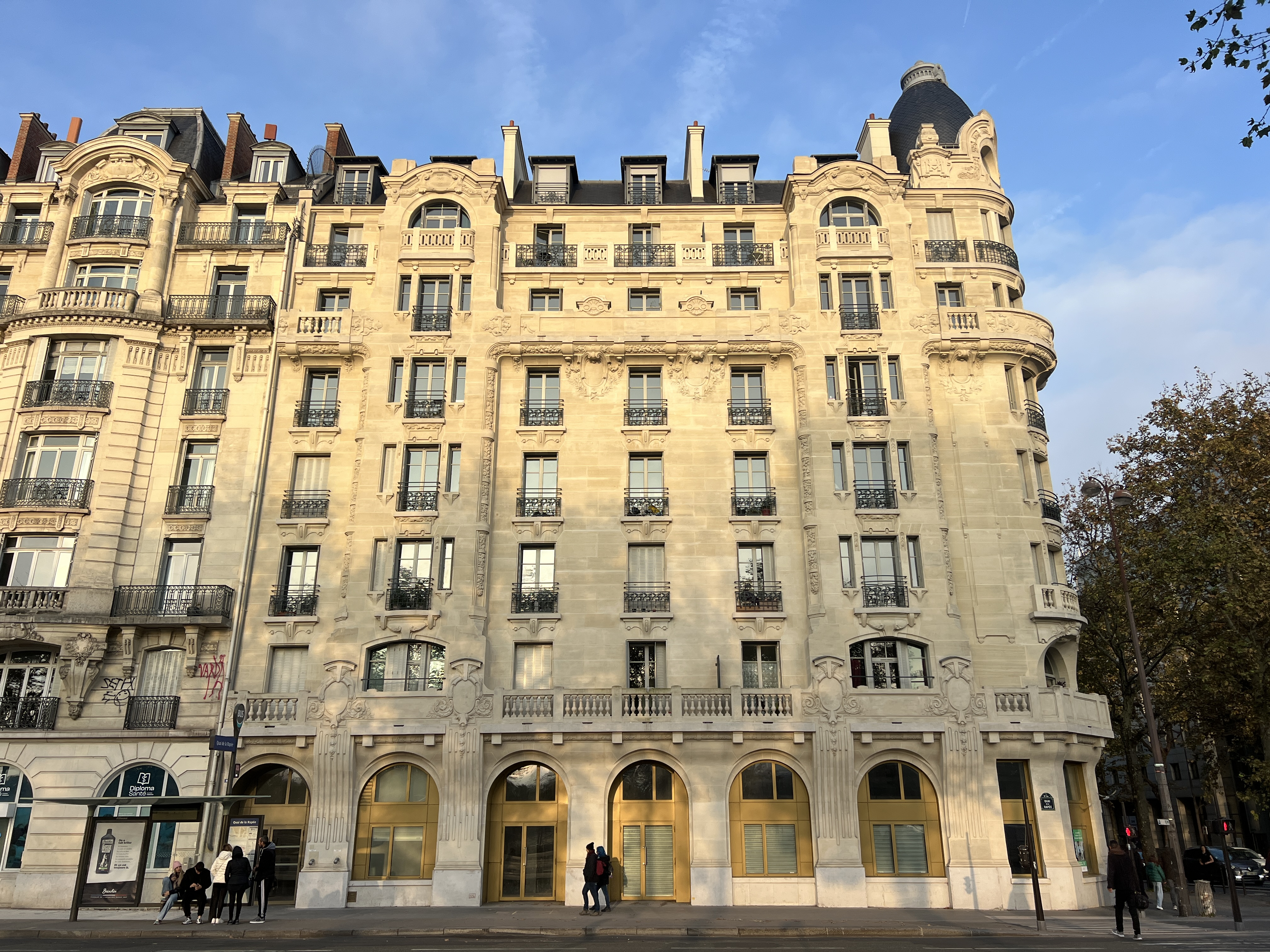
Le no 98, à l'angle avec l'avenue Ledru-Rollin
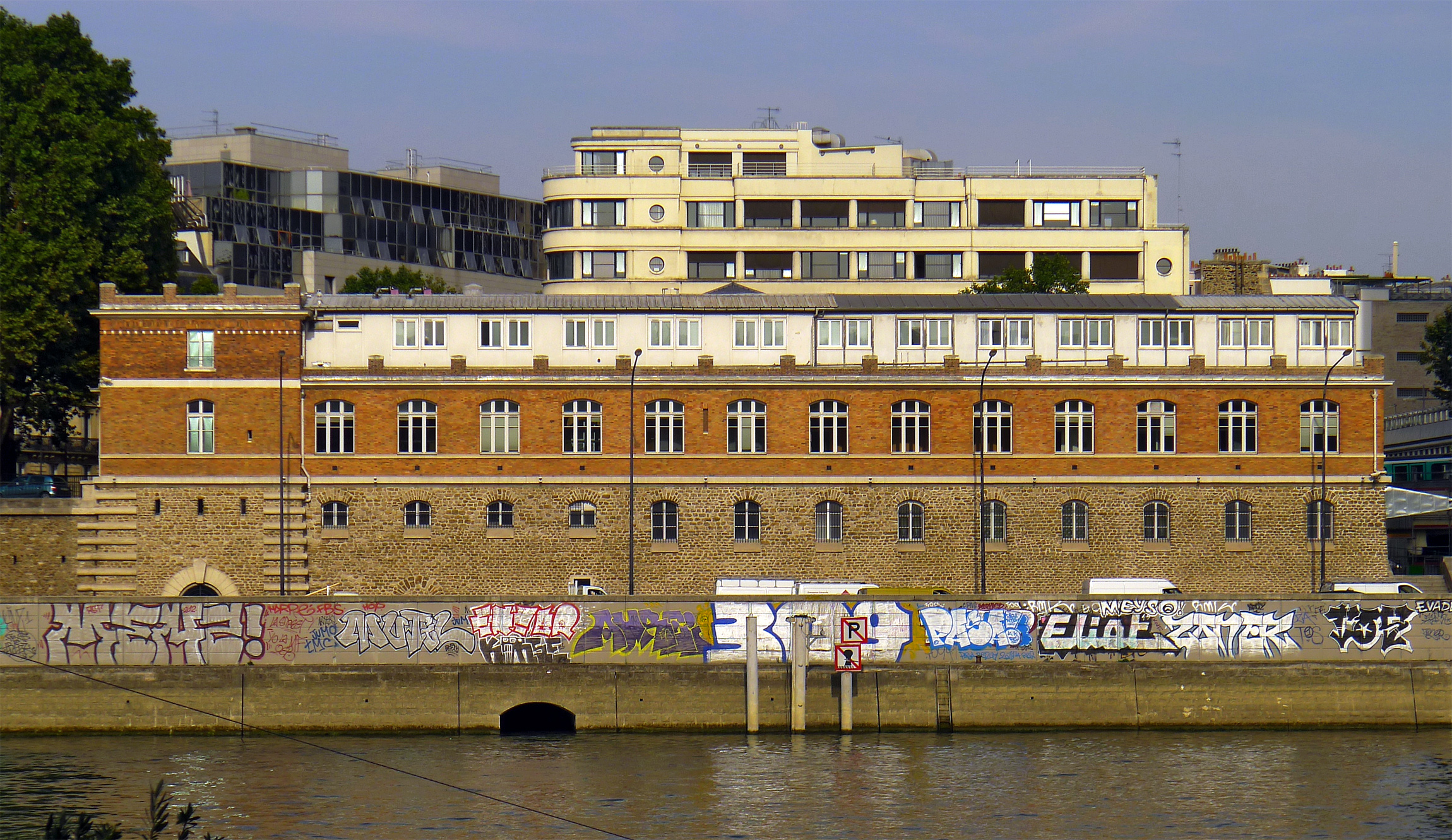
Institut médico-légal de Paris bâti en briques rouges au-dessus du quai de la Rapée .
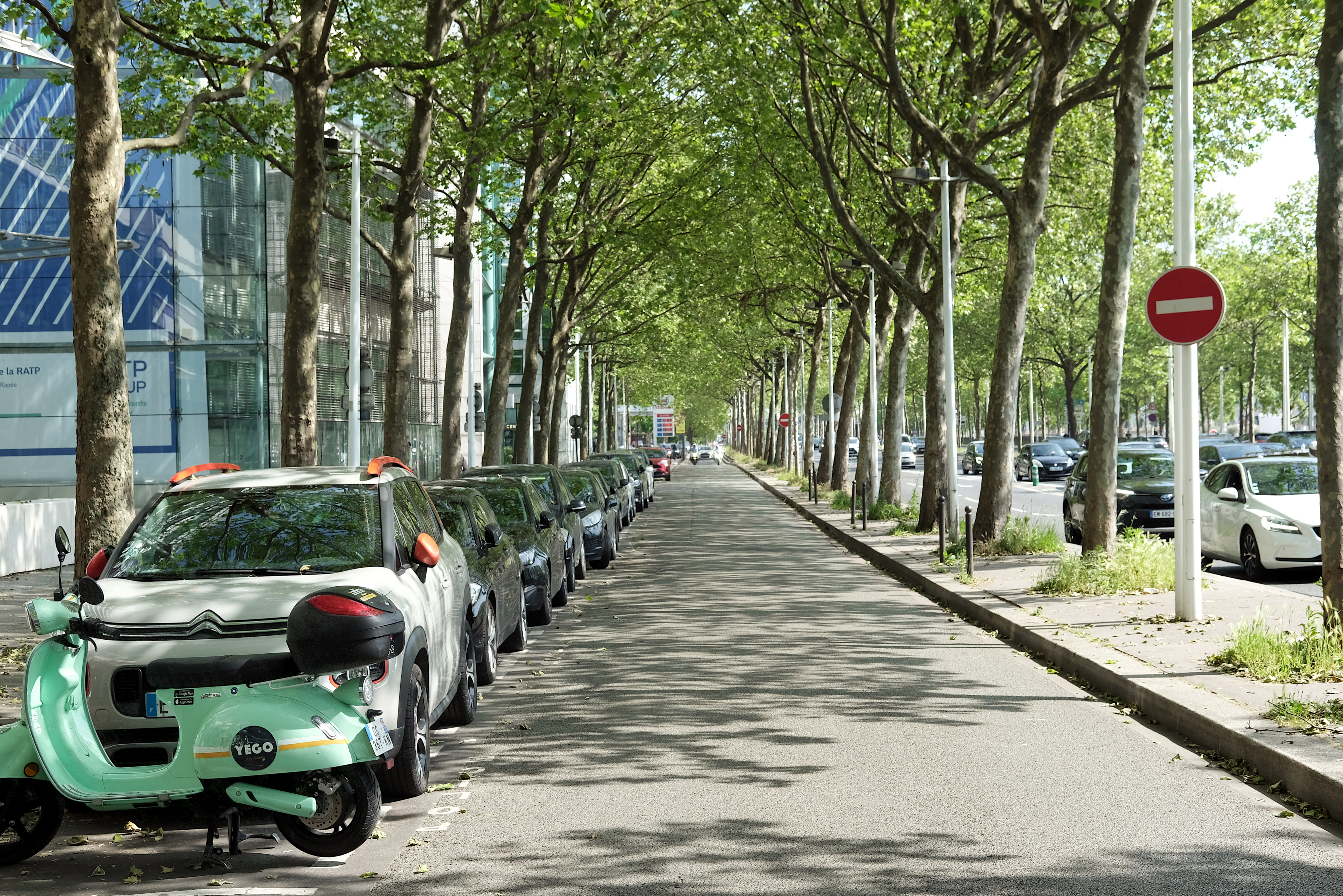
Devant le siège de la RATP.

## Art
- Quai de la Rapée, estampe d'Édouard Righetti, vers 1963, un exemplaire conservé au Musée d'art moderne de la ville de Paris[3].